# Thecaria montagnei
Thecaria montagnei är en lavart som först beskrevs av Bosch, och fick sitt nu gällande namn av Staiger. Thecaria montagnei ingår i släktet Thecaria och familjen Graphidaceae.   Inga underarter finns listade i Catalogue of Life.